# Rieux-en-Cambrésis
Rieux-en-Cambrésis là một xã ở trong tỉnh Nord ở miền bắc nước Pháp. Xã này có diện tích 7,66 kilômét vuông, dân số năm 1999 là 1360 người. Xã nằm ở khu vực có độ cao trung bình 63 mét trên mực nước biển.